# Tete Morne
Tete Morne es una localidad de Santa Lucía que forma parte del distrito de Laborie.